# Laguna Beach
Laguna Beach é uma cidade localizada no estado americano da Califórnia, no Condado de Orange. Foi incorporada em 29 de junho de 1927.

## Geografia
De acordo com o United States Census Bureau, a cidade tem uma área de 25,4 km², onde 22,9 km² estão cobertos por terra e 2,5 km² por água.
No dia 1 de Junho de 2005, devido a chuvas intensas, houve um desmoramento de terras na cidade.

### Localidades na vizinhança
O diagrama seguinte representa as localidades num raio de 16 km ao redor de Laguna Beach.

## Demografia
Segundo o censo nacional de 2010, a sua população é de 22 723 habitantes e sua densidade populacional é de 991,34 hab/km². Possui 12 923 residências, que resulta em uma densidade de 563,80 residências/km².

## Cultura
A instituição mais famosa da cidade é o Festival das artes, uma exibição anuária de arte no verão que permitiu que a cidade tivesse uma reputação para cidade da arte. Além de trazer artistas e colecionadores de arte, o Festival é também famoso pelo Concurso dos Mestres, uma amostra anual de estátuas humanas onde os voluntários reproduzem dezenas de obras de arte famosas (com a ajuda dos trajes elaborados e da composição). O concurso é aparentemente a única amostra do género e com esta escala da zona ocidental dos Estados Unidos da América. Um outro evento anual famoso é o Festival da arte do Sawdust, onde artistas locais mostram a sua arte numa vila do artista que é construída de raiz todos os anos. Por causa dos problemas financeiros ocasionais, o Festival considerou licenciar o conceito do concurso a outras cidades, mas tem recusado sempre no último minuto. Licenciar o concurso diminuiria a especificidade de Laguna e atrairia menos turistas.
Uma outra tradição local são um grupo com 14 anos, os "Lagunatics", que parodiam com a sociedade de Laguna. Criado em 1992 e produzido pelo Web site nosquare.org, o grupo caracteriza líderes locais desde o presidente da câmara ao chefe da polícia local com canções e com peças; alguns alvos incluíram os residentes supostamente ricos, brancos, e pretensiosos; os derramamentos de esgotos; a reflorestação; o Concurso dos Mestres, os festivais das artes, o estacionamento (ou a falta dele). O dinheiro angariado pelas amostras anuais fornece fundos para uma variedade de instituições de caridade locais. Entretanto, muitos residentes têm pouco a nenhuma familiaridade com o "Lagunatics,".  A cidade ficou conhecida por ser local de gravação do programa da MTV Laguna Beach: The Real Orange County.

## Galeria de imagens

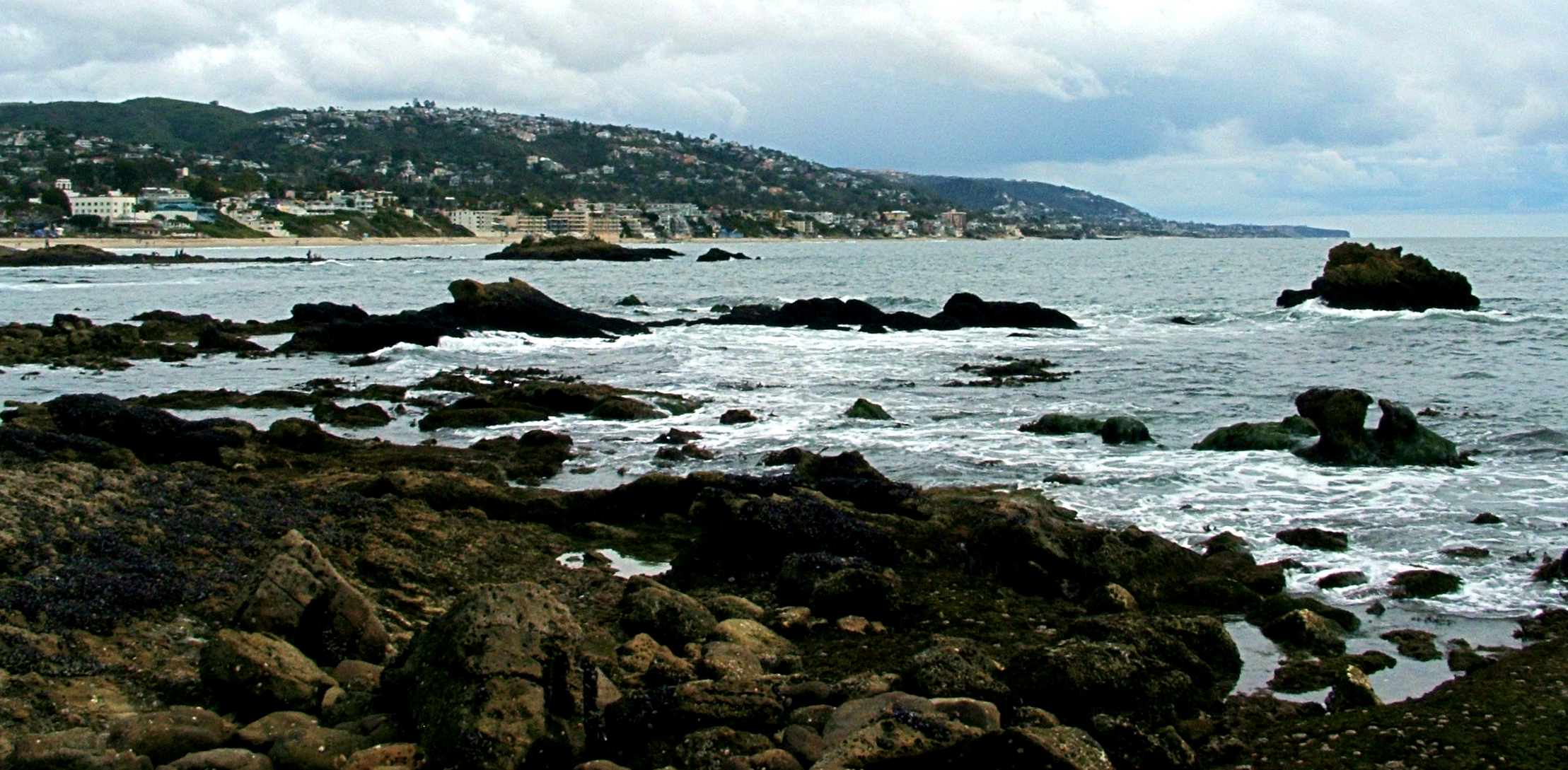
Vista de Laguna Beach.